# 제임스 A. 우즈
제임스 A. 우즈(James A. Woods, 1979년 10월 30일 ~ )는 캐나다의 배우이다.

## 출연 작품
- 인디펜던스 데이: 리써전스 (2016)
- 다이하드 스왓 (2015) - 제이슨 역
- 쓰리 나이트 스탠드 (2013)
- 라이트 카인드 오브 롱 (2013)
- 신들의 전쟁 (2011)
- 소스 코드 (2011)
- 헬하운즈: 지옥의 전사들 (2009)
- 더 왓치 (2008)
- 잭 브룩스: 몬스터 슬레이어 (2007)
- 이터널 (2004)
- 로스트 정션 (2003)